# 吉田半兵衛
吉田 半兵衛（よしだ はんべえ、生没年不詳）とは、江戸時代の京都の浮世絵師。

## 来歴
師系・経歴不明。宝永7年（1710年）刊行の浮世草子『寛濶平家物語』には、「むかしの庄五郎が流を、吉田半兵衛まなびながら、一流つゞましやかに書出しければ」とあるが、この庄五郎も『寛濶平家物語』にその名があるのみで経歴は不明である。しかし『寛濶平家物語』に「京大坂の草子は半兵衛一人にさだまりぬ」ともあるように、貞享年間の関西における版下絵師として、江戸の菱川師宣に匹敵対抗する存在であった。作画期は寛文の頃から元禄6年（1693年）頃までとされ、元禄6年以降作品が見当たらないことから、その頃没したのではないかといわれる。井原西鶴著作の浮世草子の挿絵を描き、多くの図彙や浄瑠璃本の挿絵、『好色貝合』などの好色本を作画した。宝永6年刊行の『子孫大黒柱』巻之二、「心と書おぼえたる富貴草」には「半兵衛」という絵師が登場しており、これが吉田半兵衛の事とされ、京都大宮通、のちに寺町通に住んだという。

## 作品
※以下いずれも挿絵
- 『源氏御色遊』　※延宝9年（1681年）刊行。改題後印本に『好色花薄(すすき)』あり。
- 『好色一代女』　※井原西鶴作、貞享3年（1686年）刊行
- 『好色五人女』　※同上
- 『好色訓蒙図彙』　※貞享3年刊行。色事に関する初の百科事典。
- 『武道伝来記』　※同上
- 『女用訓蒙図彙』　※同上
- 『好色貝合』　※同上